# Kleinlützel
Kleinlützel é uma comuna da Suíça, situada no distrito de Thierstein, no cantão de Soleura. Tem 16,34 km² de área e sua população em 2018 foi estimada em 1.261 habitantes.